# Шихово (Усть-Кубинский район)
Шихово — деревня в Усть-Кубинском районе Вологодской области.
Входит в состав Заднесельского сельского поселения, с точки зрения административно-территориального деления — в Заднесельский сельсовет.
Расстояние по автодороге до районного центра Устья — 20,5 км, до центра муниципального образования Заднего — 2,5 км. Ближайшие населённые пункты — Шевцово, Омеликово, Стафилово.
По переписи 2002 года население — 19 человек.